# 蔡氏費鎧蝦
蔡氏費鎧蝦（学名：Fennerogalathea chacei）为鎧甲蝦科費鎧蝦屬下的一个种。